# Digonocryptus femorator
Digonocryptus femorator là một loài tò vò trong họ Ichneumonidae.